# Homalomena aromatica
Homalomena aromatica är en kallaväxtart som först beskrevs av Spreng., och fick sitt nu gällande namn av Heinrich Wilhelm Schott. Homalomena aromatica ingår i släktet Homalomena och familjen kallaväxter. Inga underarter finns listade.